# 風合い
風合い（ふうあい、英：hand）とは、織物や紙などの手触りや肌ざわり、着心地など、人がものに触れた時に感じる材質感のことである。その使用例は、タオルや風呂敷などに関する記述で見られる。

## 生地の風合い用語
生地に使われる場合、以下のように標準化された用語がある。
こし (Stiffness)
触って得られる可撓性、反撥力、弾性のある充実した感覚。たとえば、弾力性のある繊維や糸で構成されている、また適度に高い密度の布の持つ感覚である。
はり (Anti-drape stiffness)
張る性質で、やはり曲げ硬さが主であるが、弾力性の有無は問題にしない。
ぬめり (Smoothness)
細くて柔らかいウールの繊維からもたらされる、なめらかさ、しなやかさ、柔らかさの混じった感覚で、毛質の良さからくる柔らかさをいう。曲げ柔らかさ、なめらかさ、なめらかな曲げの手触りから、ころびの良さ、そして曲げにおける弾力的な性質によって判断する。
ふくらみ (Fullness and softness)
かさ高でよくこなれた、ふくよかな布の感覚である。圧縮に弾力性があり、曖昧を伴う厚み感である。
しゃり (Crispness)
粗く硬い繊維や強撚の糸から生まれる、触ってしゃりしゃりとした感覚。たとえば、ポーラ地に強く現れる感覚をいう。主として布の表面の感覚である。布のすべての種類の剛さがこの感覚を助長する。
きしみ (Scrooping feeling)
きしむ感覚。絹繊維がこの感覚を強くもっている。
しなやかさ (Flexibility with soft feeling)
やわらかく、ドレープ性を加味し、触ってなめらかな感覚を含んだ総合風合い。これは基本風合いではないが、準基本風合いで婦人用薄手布の性質を表現するのに重要なものとして加えられている。
ソフトさ (Soft feeling)
かさ高さ、曲げやわらかさ、なめらかさの混じったソフト感。準基本風合い。

## 風合いの規格
AATCCやASTM、BSI Groupなどの組織は、風合いについてのテスト項目と方法を規定している。
日本では、日本繊維機械学会の「風合い計量と規格化研究委員会」が風合いの計測に関する様々な研究をしてきた。

## 風合いの計測
生地を伸ばしたり、押したりする時の応力をセンサーで感知することによって、その引張特性や曲げ特性などを数値化できる。その結果から、ドレープ係数 (drape factor) やこし、ぬめりなどが計算され、最終的に風合いの定量評価が導かれる。このように、機械で風合いを計測する技術が研究され、商品化までされている。